# Spectacular Bid

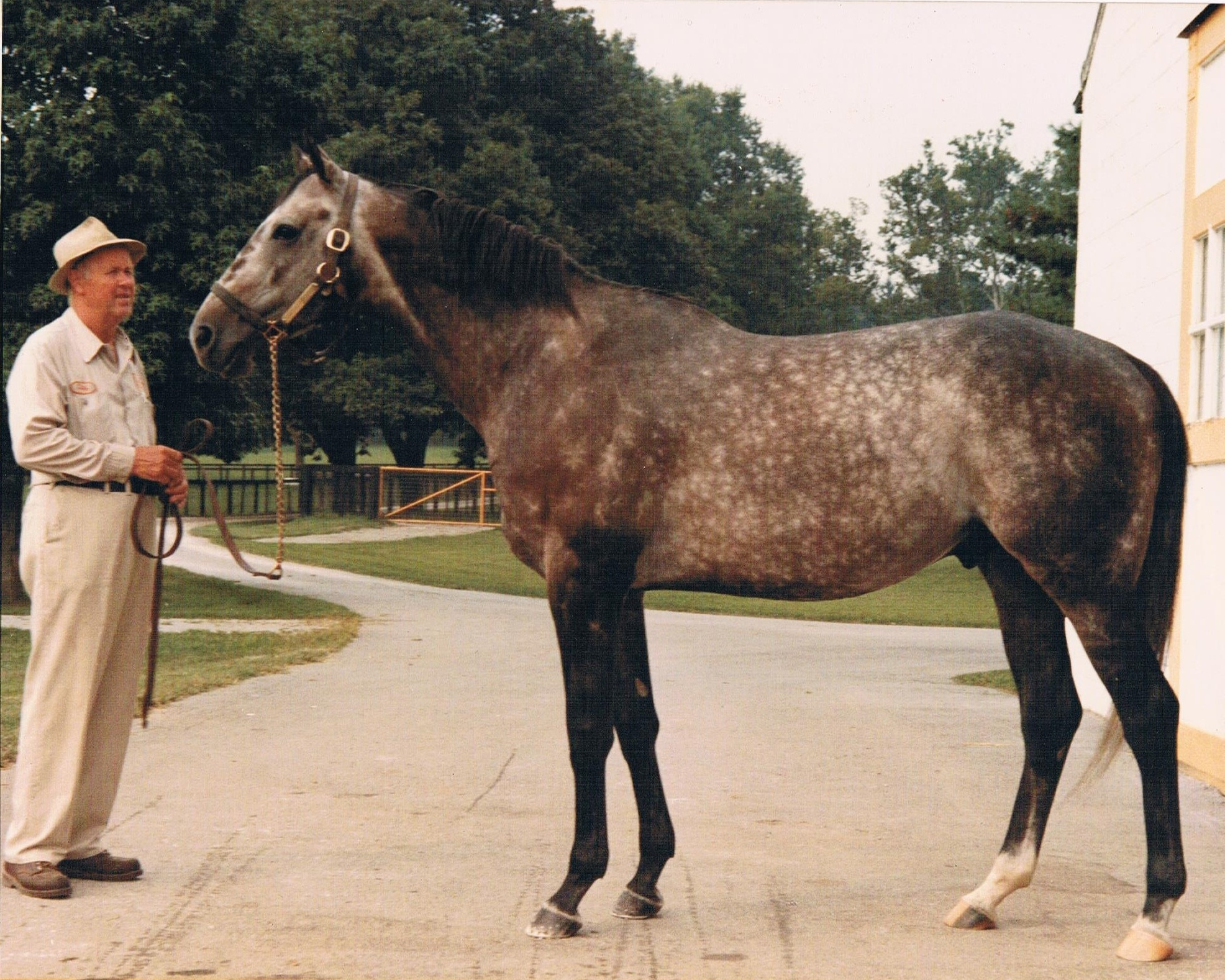
Spectacular Bid na Claiborne Farm w 1981.

Spectacular Bid (17 lutego 1976 – 9 czerwca 2003) – amerykański koń wyścigowy pełnej krwi angielskiej. Zwycięzca wielu prestiżowych gonitw, w tym Kentucky Derby i Preakness Stakes 1979.

## Życiorys
Syn ogiera Bold Bidder i klaczy Spectacular przyszedł na świat na Bluck Pond Farm niedaleko Lexington w stanie Kentucky. Był maści siwej – gdy jeszcze się ścigał, jego kolor określano jako „stalowoszary”, natomiast z wiekiem jego sierść stała się dużo jaśniejsza. Gdy miał rok, został zakupiony przez Hawksworth Farm. Trenował go Bud Delp.

### Sezon 1978
Karierę rozpoczął 30 czerwca od zwycięstwa w gonitwie Maiden Special Weight. Trzy tygodnie później wygrał Allowance. 2 sierpnia zajął czwarte miejsce w Tyro Stakes. Osiemnaście dni później dobiegł drugi w Dover Stakes. Do końca sezonu wziął udział w jeszcze pięciu gonitwach, wygrywając wszystkie z nich. Było to World's Playground Stakes, Champagne Stakes, Young America Stakes, Laurel Futurity Stakes i Heritage Stakes. Został ogłoszony najlepszym dwuletnim ogierem sezonu.

### Sezon 1979
7 lutego wygrał Hutcheson Stakes. Dwanaście dni później wygrał Fountain of Youth Stakes. W marcu wygrał dwie gonitwy – Florida Derby i Flamingo Stakes. 26 kwietnia wygrał Blue Grass Stakes, a dziewięć dni później, po zaciętej walce na ostatniej prostej z koniem General Assembly, udało mu się wygrać Kentucky Derby. Dwa tygodnie później zdeklasował konkurencję w Preakness Stakes, wygrywając o 5½ długości. Nie zdobył jednak Triple Crown, ponieważ zajął trzecie miejsce w Belmont Stakes. Mogła być to wina urazu – rano w dniu Belmont Stakes, koń nadepnął na agrafkę, która wbiła się w kopyto i doprowadziła do infekcji. Koń nie wykazywał jednak żadnych oznak kulawizny, więc stanął do wyścigu.
Na tor powrócił dopiero pod koniec sierpnia, wygrywając gonitwę Allowance. 8 września wygrał Marlboro Cup Invitational. W październiku wziął udział w Jockey Club Gold Cup, jednak zajął drugie miejsce. Pokonał go Affirmed – zdobywca Triple Crown z 1978 roku. To był ostatni przegrany wyścig w jego karierze. W 1979 roku wygrał jeszcze Meadowlands Cup, ustanawiając nowy rekord toru na dystansie 11⁄4 mili. Został ogłoszony najlepszym trzyletnim ogierem sezonu, jednak tytuł Konia Roku odebrał mu Affirmed.

### Sezon 1980
Jako czterolatek, Spectacular Bid wziął udział w dziewięciu gonitwach i wygrał wszystkie z nich. 5 stycznia zwyciężył w Malibu Stakes, a dwa tygodnie później – w San Fernando Stakes. Wygrywając Strub Stakes na dystansie 2 kilometrów ustanowił niepobity do dziś rekord świata na tej nawierzchni i dystansie, pokonując go w 1:57.8 minuty. W tym roku wygrał jeszcze Santa Anita Handicap, Mervyn LeRoy Handicap, Californian Stakes, Washington Park Handicap oraz Haskell Invitational. Karierę zakończył pamiętnym Woodward Stakes, które wygrał walkowerem – Spectacular Bid przerażał potencjalną konkurencję tak bardzo, że wielu właścicieli wolało wystawić swoje konie w Meadowlands Cup. Pozostało wtedy trzech innych uczestników, jednak Winter's Tale został wycofany z powodu kontuzji. Joe Cantey, trener konia Temperence Hill, chciał, by jego podopieczny zdobył tytuł najlepszego trzylatka i uznał, że przegranie ze Spectacular Bidem o 20 długości na oczach całego świata nie pomogłoby mu w zdobyciu tego tytułu. Ostatni uczestnik, Dr. Patches, szybko został wycofany – Jan Nerud wiedział, że wystawianie go do pojedynku z najlepszym koniem w kraju i jednym z najlepszych na świecie nie jest dobrym pomysłem. Z tego powodu 20 września Spectacular Bid stanął na torze sam i ukończył Woodward Stakes w czasie 2:02.4. Po tym wyścigu planowano wystawić go w Jockey Club Gold Cup, jednak kontuzja zmusiła go do zakończenia kariery wyścigowej. Zdobył tytuł najlepszego starszego ogiera oraz Konia Roku 1980.
Na 30 startów wygrał 26 z nich i łącznie zarobił 2 781 608 dolarów.

## Emerytura i śmierć
Po przejściu na emeryturę zamieszkał na Claiborne Farm w Kentucky. Jego padok sąsiadował z padokiem Secretariata. Konie polubiły się, czasami nawet ścigały się wzdłuż płotu. W 1991 został sprzedany do Milfer Farms w Unadilla w stanie Nowy Jork.
Spectacular Bid nie osiągnął dużego sukcesu jako reproduktor, jednak kilku z jego potomków zwyciężało, w tym:
- Spectacular Joke
- Bite the Bullet
- Spectacular Sue
- Spectacular Love
- Princess Pietrina

Spectacular Bid padł 9 czerwca 2003 roku na zawał mięśnia sercowego.
Magazyn The Blood-Horse umieścił go na dziesiątym miejscu rankingu 100 Najwybitniejszych koni wyścigowych XX wieku. W 1982 roku wprowadzono go do National Museum of Racing and Hall of Fame. W książce A Century of Champions uznano go za trzeciego najlepszego konia wyścigowego XX wieku (pierwsze miejsce zdobył Secretariat, drugie Citation).